# Xã Jackson, Quận Livingston, Missouri
Xã Jackson (tiếng Anh: Jackson Township) là một xã thuộc quận Livingston, tiểu bang Missouri, Hoa Kỳ. Năm 2010, dân số của xã này là 543 người.